# 'Imrān
Pour les articles homonymes, voir Al-Imran.
 (mars 2020).
 (mars 2020).
'Imrān (عمران) ou Imran (en hébreu Amram) est le nom d'une famille qui, dans la tradition musulmane, désigne la famille directe de Moïse (appelé Mūsā dans la tradition musulmane) et ceux de Jésus/Îsâ par sa branche maternelle. En effet, le Coran fait référence à Maryam (Marie en Français) comme faisant partie de la maison de 'Imrān. C'est de cette famille que descend aussi Jésus et Jean Baptiste (Îsâ et Yahyâ) étant cousins, tout comme dans les traditions chrétiennes (cf. l'évangile selon Luc).

## Famille de Marie dans la Bible et le Coran
Le Coran fait référence à Maryam (Marie, la mère de Jésus dans la tradition chrétienne) comme faisant partie de la maison de 'Imrān dans la sourate 3 « La famille d'Imran ». Imran (paratre) est le beau-père de Moïse et père d'Aaron, selon les musulmans, cet Aaron frère de la première Maryam demi-frère de Moïse donne le nom d'Imran par son père à sa famille et la seconde Maryam descendrait de lui en lignée directe. Laquelle a été nommée, faute d'être le garçon tant espéré par ses parents, en rapport à la première Maryam demi-sœur de Moïse. On souligne une allusion d'une lignée vertueuse évoquée dans le Coran à titre d'exemple au point d'être honorée du titre d'une grande sourate.
(Il est de coutume au Moyen-Orient de nommer les enfants avec les prénoms des ancêtres ou seulement directement des grands-parents décédés)
Le Coran désigne Maryam comme « la fille d'Imran », et sa mère est également appelée « femme d'Imran » Tandis que la tradition chrétienne désigne le père de Marie sous le nom de Joachim.
Maryam est également appelée « sœur d'Aaron » dans la sourate 19 verset 28 du Coran.
Cependant, il est de coutume en arabe de dire "fille de" et "sœur de" dans le sens de "descendante de" et "proche de" et non seulement dans le sens biologique restreint.

## Généalogies parallèles
Une des interprétations possibles est que le Coran fait un parallèle entre « Maryam fille d'Imran » selon le Coran, et Élisabeth, descendante d'Aaron dans la Bible. Ces deux phrases comme feraient référence à un père ancestral plutôt qu'à un père littéral.
Quand le Coran désigne Maryam, mère de Jésus, comme la « sœur d'Aaron », il s'agirait d'une autre référence à son ancêtre. Le vrai père de Maryam porte aussi le nom d'Îmran dans la tradition musulmane, mais il serait selon certains exégètes à distinguer du père de Moïse et d'Aaron.
'Imrān est supposé être le nom du père de Moïse, bien qu'il ne soit jamais cité dans le Coran autrement que dans l'expression "famille d'Imran" et "femme d'Imran".
'Imrān est considéré par les musulmans comme l'un des hommes vertueux de Jérusalem. La mère de Maryam porterait le nom de Hannah (Anne), bien que ce nom ne figure pas dans le Coran, mais seulement dans les commentaires anciens, peut-être par recoupement avec la protévangile de Jacques.
Elle est également honorée par les musulmans comme étant une femme très vertueuse.
|                         |   | ┌ | Aaron*   |
| 'Imrān Amram en hebreux | ┐ | │ |          |
|                         | ├ | ┼ | Moïse*   |
| Jokébed °               | ┘ | │ |          |
|                         |   | └ | Maryam * |

|   | Joachim *       | ┐ |                       | ├                     | Îsâ - Jésus *         |
|   |                 | ├ | Maryam sœur de harun  | ┘                     |                       |
| ┌ | (Hannah) Anne ° | ┘ |                       |                       |                       |
| ┌ | (Hannah) Anne ° | ┘ |                       |                       |                       |
| └ | Élisabeth °     | ┐ |                       |                       |                       |
|   |                 | ├ | Yahyâ - le Baptiste * | Yahyâ - le Baptiste * | Yahyâ - le Baptiste * |
|   | Zacharie        | ┘ |                       |                       |                       |

« (Rappelle-toi) quand la femme de 'Imrān dit: « Seigneur, je T'ai voué en toute exclusivité ce qui est dans mon ventre. Accepte-le donc, de moi. C'est Toi certes l'Audient et l'Omniscient ». Puis, lorsqu'elle en eut accouché, elle dit: « Seigneur, voilà que j'ai accouché d'une fille » ; or Allah savait mieux ce dont elle avait accouché ! Le garçon n'est pas comme la fille. « Je l'ai nommée Marie, et je la place, ainsi que sa descendance, sous Ta protection contre le Diable, le banni. » »

— Le Coran, « La Famille d’Imran », III, 35-36, (ar) آل عمران.
Ces deux versets font penser à la mère de Marie mère de Jésus (Anne dans la tradition chrétienne), et dans ce cas 'Imrān est celui que la tradition chrétienne du Protévangile de Jacques appelle Joachim.

La sourate XIX (Marie / Myriam) est, en principe, consacrée à Marie la mère de Jésus : 

« Sœur de Haroun, ton père n'était pas un homme de mal et ta mère n'était pas une prostituée. »

— Le Coran, « Marie », XIX, 28, (ar) مريم.
Dans d'autres passages du Coran, le mot "sœur" peut renvoyer à une appartenance tribale ou clanique[réf. nécessaire]. Ainsi, en traitant des autres prophètes, le Coran mentionne parfois "Hûd, frère de Ad (peuple)". Or ʿĀd est un nom de tribu, ainsi le prophète Hûd qui s'adressait à sa tribu fut qualifié de "frère" de sa tribu. Ainsi, Marie, dont la piété était bien reconnue peut être assimilée à la "sœur d'Haroun" du point de vue de son engagement spirituel. Ainsi, l'appellation "Sœur de Haroun" serait un renvoi aux qualités et à la proximité spirituelle avec Aaron qui, à l'instar de Marie, adorait aussi son Dieu avec piété et ferveur.